# Мірчештій-Ной
Мірчештій-Ной (рум. Mirceștii Noi) — село у повіті Вранча в Румунії. Входить до складу комуни Винеторі.
Село розташоване на відстані 172 км на північний схід від Бухареста, 8 км на північний схід від Фокшан, 69 км на північний захід від Галаца, 129 км на схід від Брашова.

## Населення
За даними перепису населення 2002 року у селі проживали 860 осіб, усі — румуни. Усі жителі села рідною мовою назвали румунську.